# Céléno (Pléiade)
Pour les articles homonymes, voir Céléno.
Dans la mythologie grecque, Céléno ou Célaéno (en grec ancien Κελαινό / Kelainó, « Obscure »[réf. nécessaire], latinisé en Celaeno) est une des sept Pléiades, fille d'Atlas et de Pléioné. Elle est la mère de Lycos, conçu avec Poséidon.
Selon Hygin cependant, Céléno serait née d'Ergéos, et aurait eu deux autres fils de Poséidon : Nyctée et Euphémos.

## Famille

### Ascendance
Céléno est la fille du titan Atlas et de l'Océanide Pléioné. Cela fait d'elle la petite-fille de Japet ou Ouranos et de Thémis, Clymène ou Asia (suivant les versions) de par son père et d'Océan et de Téthys de par sa mère.
Une version donnée par Hygin fait d'elle la fille d'Ergéos. Une autre version également par Hygin donne aussi les Pléiades comme les filles d'Atlas et de l'Océanide Éthra.

### Frères et sœurs
Céléno a six sœurs avec lesquelles elle forme le groupe des Pléiades dont elle est la benjamine. Ces sœurs sont Maïa (l'ainée et mère d'Hermès), Alcyone, Astérope, Électre, Taygète et Mérope, la benjamine.
Elle a également un frère ou demi-frère, Hyas, et plusieurs autres sœurs ou demi-sœurs, les Hyades, enfants d'Atlas et de l'Océanide Éthra ou d'Atlas et Pléioné, Calypso (lorsque celle-ci est donnée comme fille d'Atlas) et les Hespérides, filles d'Atlas et d'Hespéris.

### Descendance
Céléno conçoit avec Poséidon, le dieu des mers, un ou plusieurs fils selon les auteurs : Lycos, également nommé Lycaon et Eurypyle, deux anciens argonautes régnant sur les Îles des Bienheureux ainsi que Nyctée et Euphémos (une autre version fait de ce dernier le fils d'Europe).

## Mythologie
Dans une histoire, les Pléiades, avec leurs demi-sœurs les Hyades, étaient des compagnes vierges d'Artémis, la sœur jumelle d'Apollon et fille de Léto et Zeus, et protectrice des chasseurs et des animaux sauvages. Les Pléiades sont ici des nymphes et, avec leurs demi-sœurs, étaient appelées les Atlantides, les Modonodes ou les Nysiades qui, ensemble, étaient les gardiennes de Dionysos enfant.
Orion poursuivit les Pléiades après s'être pris de passion pour leur beauté et de leur grâce. Artémis demande alors à son père Zeus de protéger les Pléiades et, pour ce faire, ce dernier les transforme en étoiles. Artémis entre alors dans une grande colère car elle ne peut plus voir ses compagnes adorées et demande à son frère, Apollon, d'envoyer un scorpion géant pour chasser et tuer Orion. Zeus transforme ensuite Orion en une constellation afin qu'il continue à poursuivre les Pléiades dans les cieux.
Dans une autre légende, les sœurs sont transformées en étoiles par Zeus parce qu'Orion est tombé amoureux d'elles et a poursuivi sans relâche leur affection pendant 12 ans. Au début, elles furent transformées en colombes, mais plus tard, avec Orion, en étoiles afin que le chasseur Orion les poursuive à jamais.
Dans les deux légendes, les Pléiades ont été transformées en étoiles et maintenant, avec leurs demi-sœurs, les Hyades (qui sont mortes en pleurant leur frère mort Hyas), font partie de la constellation d'étoiles du Taureau.

## Postérité

### Astronomie
Elle a donné son nom à l'étoile Céléno, dans l'amas des Pléiades.

### Arts et littérature
- Célaéno (dite Cece) d'Apliese est l'héroïne de La Sœur à la perle (2018), le quatrième tome de la série littéraire Les Sept Sœurs de Lucinda Riley.

## Sources antiques
- Pseudo-Apollodore, Bibliothèque [détail des éditions] [lire en ligne] (III, 10, 1).
- Hygin, Fables [détail des éditions] [(la) lire en ligne] (CLVII).
- Ovide, Fastes [détail des éditions] [lire en ligne] (IV, 173).